# Holmbergia tweedii
Holmbergia Hicken, 1909, es un género monotípico de plantas perteneciente a la familia Amaranthaceae.  Su única especie: Holmbergia tweedii (Moq.) Speg., es un arbusto que tiene su área geográfica de distribución en América del Sur.
No debe ser confundido con la especie Holmbergia guentherii, puesto que existe una homonimia, perteneciendo esta última al otro género, Holmbergia Lynch Arribálzaga, 1891, que son animales dípteros del grupo de los sírfidos.

## Descripción
Arbusto de apoyo, follaje color glauco grisáceo, tallos lisos o algo estriados, ramificados. Hojas opuestas o alternas, simples, pecioladas, lanceoladas o subhastadas en la misma planta, de 1–4 cm de largo y 1–3 cm de ancho, márgenes enteros, ápice agudo u obtuso.
Flores unisexuales o polígamas; flores pistiladas axilares; flores estaminadas en espigas axilares o terminales, cáliz urceolado, 5-sépalos libres al medio, persistente pero no
acrescente.
Fruto baya elipsoidal, de 2–4 mm de largo, pericarpo no adherido a la semilla, variando colores según madurez
desde el rojo al negro.

## Distribución y ecología
Endémica de Bolivia, Paraguay,  Argentina. 
Habita los bosques xerofíticos, trepada y apoyada en arbustos y en árboles, formando parte de espesos matorrales. Sus hojas y frutos son consumidos por las aves.
Florece y fructifica en verano y otoño.

## Usos
Los indígenas obtienen sal vegetal; quemando ramas y hojas hasta  cenizas. Los de la nación toba toman un puñado de cenizas y la mojan, dándole una forma esférica, que luego secan al sol; almacenando la sal en forma sólida y para consumirla raspan la
cantidad necesaria.

## Taxonomía
Holmbergia tweedii fue descrita por (Moq.) Speg. y publicado en Physis. Revista de la Sociedad Argentina de Ciencias Naturales 2(10): 177, en el año 1916.
Etimología
El nombre del género está dedicado en honor al botánico Eduardo Ladislao Holmberg,  y la sp. tweedii, por el botánico escocés John Tweedie.
Sinonimia
- Chenopodium exocarpum Griseb.
- Chenopodium tweedii Moq. basónimo
- Holmbergia exocarpa (Griseb.) Hicken[3]

## Nombres comunes
Guanache, guanaschi, tala del indio.